# Wilhelm Ljunggren

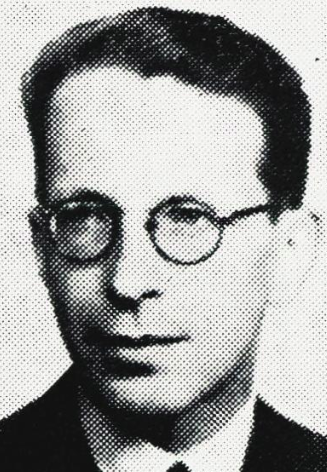
Wilhelm Ljunggren

Wilhelm Ljunggren (* 7. Oktober 1905 in Oslo; † 25. Januar 1973 ebenda) war ein norwegischer Mathematiker.

## Leben
Ljunggren's Vater war Stellmacher und stammte ursprünglich aus Schweden. Ljunggren's mathematische Begabung zeigte sich schon auf der Schule, an der er den Kronprinz Olav Preis erhielt für den Schüler, der mathematische Probleme aus der Norsk Matematisk Tidsskrift am besten löste. Auch später war er stark an der Lösung und Komposition von Problemen für Zeitschriften interessiert. Er studierte Mathematik und speziell Zahlentheorie bei Thoralf Skolem an der Universität Oslo. Als Skolem 1930 nach Bergen ging, folgte ihm Ljunggren, der dort eine Stelle als Gymnasiallehrer annahm. 1937 wurde er in Oslo promoviert und als Skolem 1938 Professor in Oslo wurde, folgte ihm Ljunggren auch dahin und wurde Lehrer an der Hegedehaugen Schule. 1948 wurde er außerordentlicher Professor in Oslo und 1949 Professor an der 1946 gegründeten Universität in Bergen. 1956 wurde er Professor an der Universität in Oslo, unterrichtete aber auch am technischen Institut.
Ljunggren befasste sich mit diophantischen Gleichungen, speziell vierten Grades. Eine nach ihm benannte diophantische Gleichung ist:
{\displaystyle x^{2}=2y^{4}-1}
Sie entspricht als Kurve einer elliptischen Kurve. Ljunggren bewies, dass die einzigen ganzzahligen Lösungen (1,1) und (239, 13) sind. Die Gleichung liefert die Fälle der Sterntetraeder-Zahlen (stella octangula), die Quadrate sind. Sie erfüllen die Gleichung {\displaystyle m^{2}=n(2n^{2}-1)}, was sich auf die Ljunggrensche Gleichung transformieren lässt.
Er war seit 1950 mit Else Margrethe Aas verheiratet.
Er war Mitglied der Norwegischen Akademie der Wissenschaften.

## Schriften
- Paulo Ribenboim (Hrsg.): Collected papers of Wilhelm Ljunggren, Queen’s papers in pure and applied mathematics, 115, Kingston, Ontario: Queen’s University, 2003